# ويليام إدوارد هارني
ويليام إدوارد هارني (بالإنجليزية: William Edward Harney)‏ هو عالم طبيعي أسترالي، ولد في 18 أبريل 1895 في شارترز تاور ‏ في أستراليا، وتوفي في 31 ديسمبر 1962 في كوينزلاند في أستراليا.